# Spuikwartier

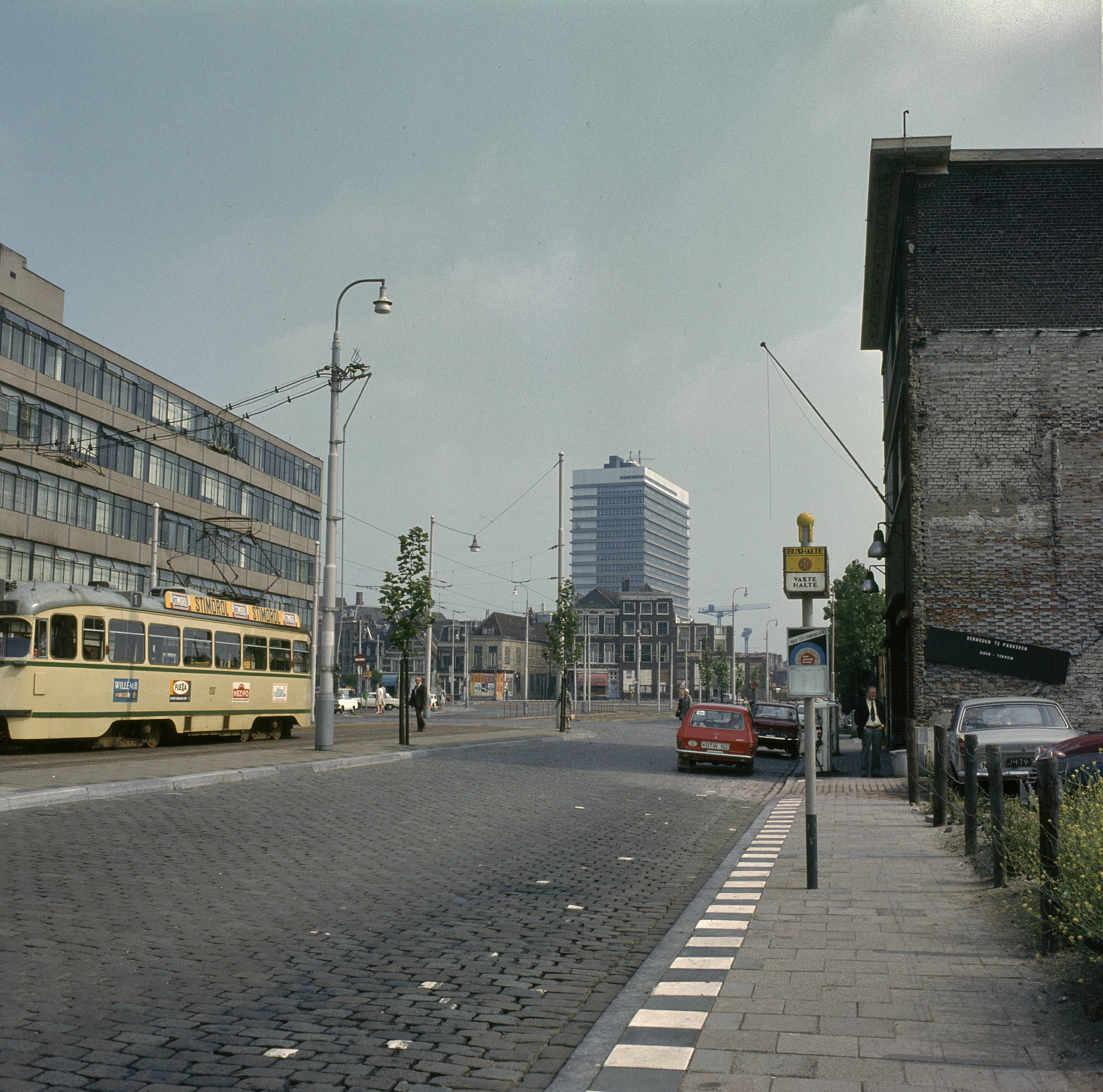
Turfmarkt rond 1970 op de locatie van het huidige Spuiplein.

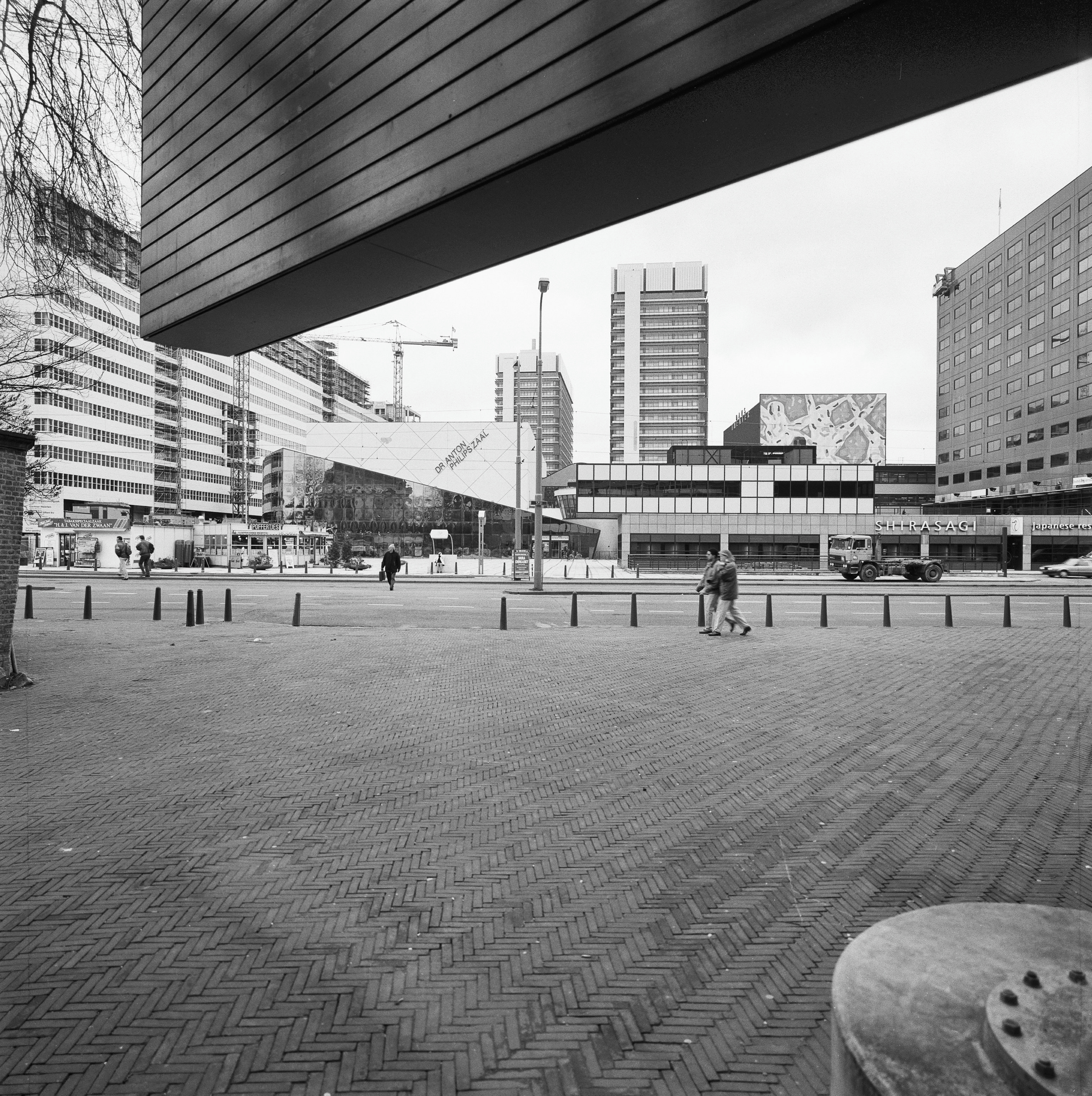
Spui en Spuiplein in 1994.

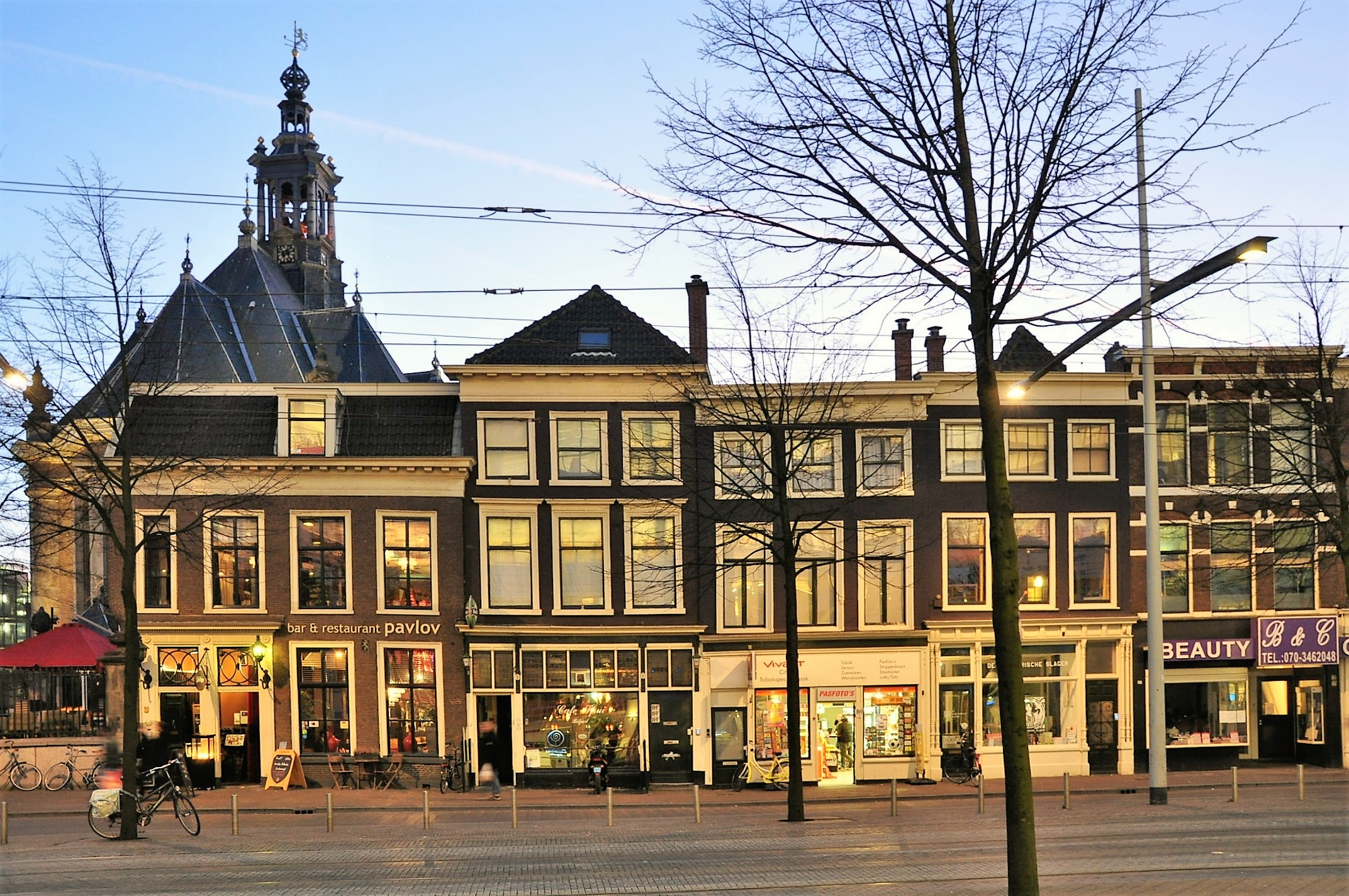
Oude panden aan het Spui (2012)

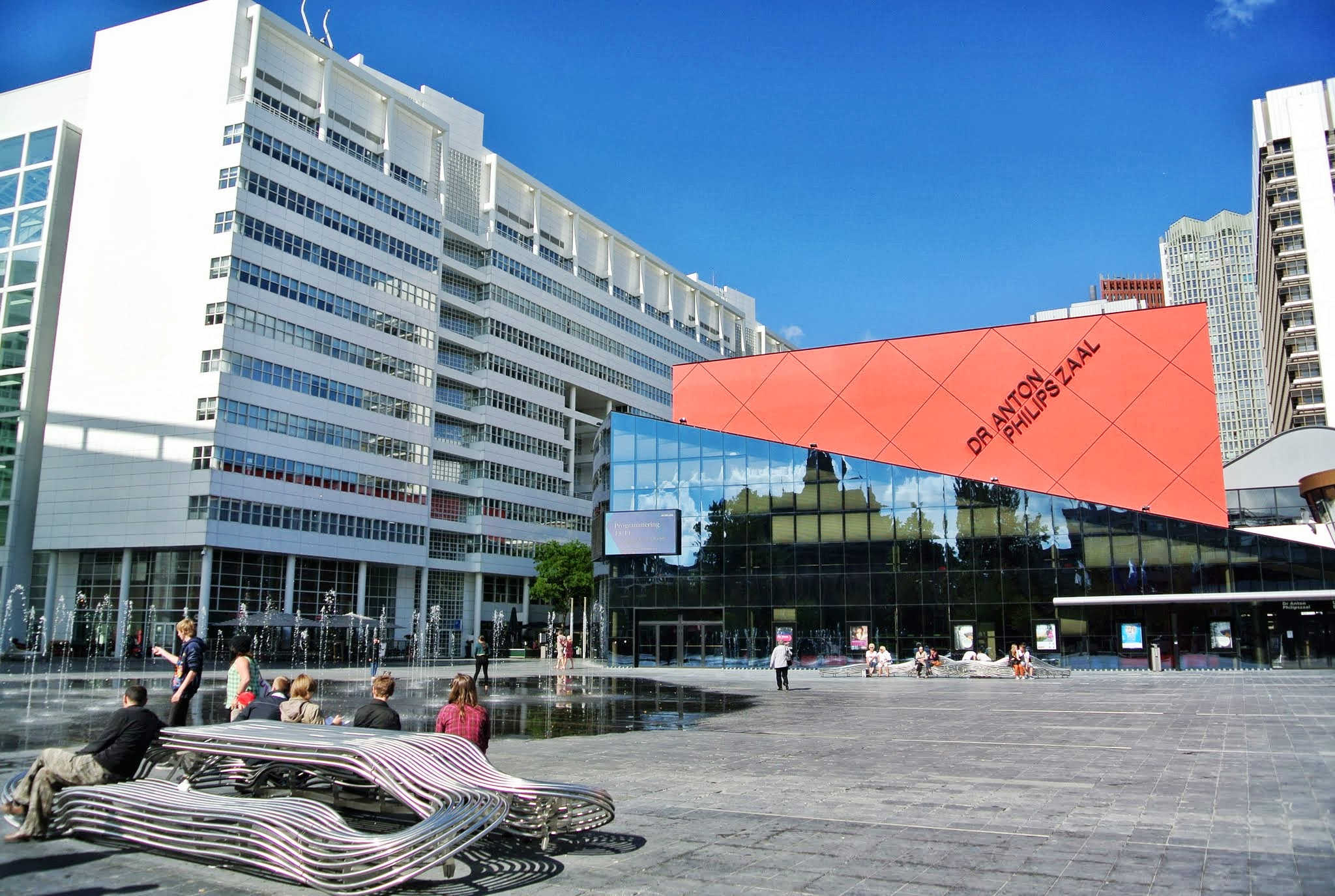
Het Spuiplein ca. 2013, met de Anton Philipszaal, gesloopt in 2015

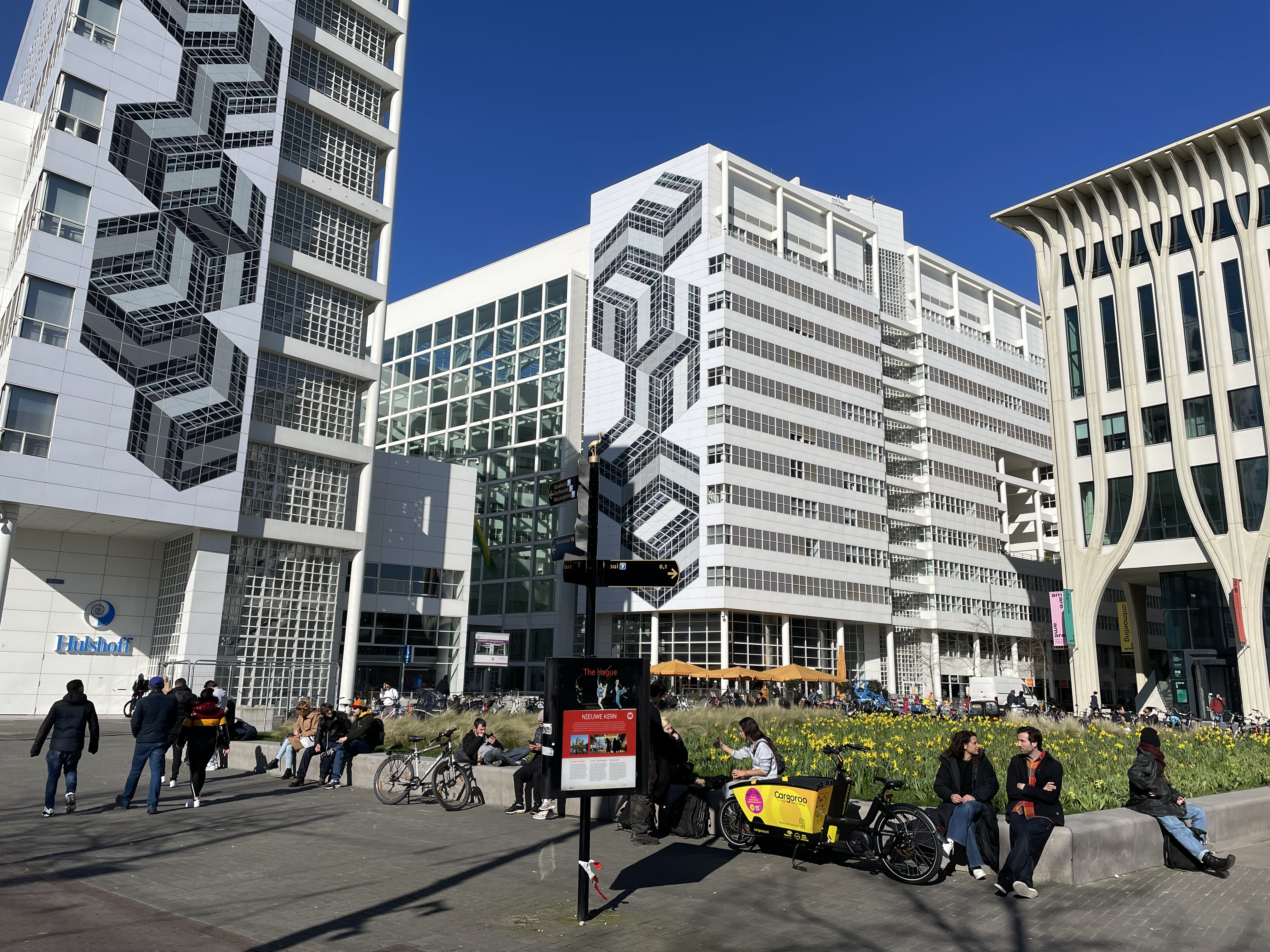
Spuiplein (2024)

Het Spuikwartier is een gebied in het centrum van Den Haag. Verschillende gebieden aan beide kanten van het Spui zijn door de eeuwen heen Spuikwartier genoemd. Hieronder vallen andere de voormalige Haagse Jodenbuurt (Spui-Wagenstraat), maar ook het gebied rond de Turfmarkt grenzend aan het Spui. In het midden van deze gebieden ligt het huidige Spuiplein.

## Situatie
Het Spuikwartier ligt op het Haagse veen: het van oudsher minder welvarende deel van de stad. Een uitzondering was de bouw van de Nieuwe Kerk, bestemd voor de meer welgestelden. De verschillende grachten die hier waren, zoals het Spui, de Turfmarkt en de Veerkaden zijn door de eeuwen gedempt.

### Culturele hart
Hoewel vroeger een wat armere wijk, is het vanaf midden jaren 80 veranderd in een gebied met meerdere culturele instellingen:
- Nieuwe Kerk: met akoestisch schermen en vaak ingezet als concertzaal,
- Nederlands Danstheater: van 2015 tot 2021 tijdelijk in het Zuiderstrandtheater, sinds eind 2021 in cultuurcentrum Amare. Voorheen in het Lucent Danstheater.
- Residentie Orkest: Van 2015 tot 2021 tijdelijk in het Zuiderstrandtheater, sinds eind 2021 in cultuurcentrum Amare. Voorheen in de Dr. Anton Philipszaal(zie foto rechts).
- Dans- en Muziekcentrum Den Haag: Van 2015 tot 2021 in het Zuiderstrandtheater, sinds eind 2021 in cultuurcentrum Amare.
- Koninklijk Conservatorium, was voorheen te vinden op Juliana van Stolberglaan 1 in Bezuidenhout, achter het Centraal Station, zit sinds 2021 in cultuurcentrum Amare.
- Centrale Bibliotheek: hier is ook het loket van de VVV gevestigd,
- Theater aan het Spui,
- Filmhuis Den Haag,
- Pathé bioscoop.

## Ontwikkelingsplannen
Na de Tweede Wereldoorlog is het gebied onderwerp geweest van verschillende ontwikkelingsplannen die werden geïnitieerd vanuit de overheid. Als eerste ging Dudok aan de slag die hier (en aan de andere kant van het spoor: het Bezuidenhout) een hele wijk voor de rijksoverheid had gedacht. Het Plan Mouton borduurde daar in de jaren 50 enigszins op voort. De gemeente brengt in 1958 de verordening Houtmarkt-Turfmarkt uit, architect Nervi vult die in met een 140m hoge toren, maar dat is een hoogte waar Den Haag in de jaren 60 nog niet klaar voor is. Nog steeds gebaseerd op Modernistische grondslag kwam in 1970 plan De Nieuwe Hout uit, dat ook nu nog een massaal en bijna futuristische blik biedt op dit deel van Den Haag. Pas in de jaren 80 presenteerde architect Weeber een plan met gebouwen met een meer menselijk maat, het gebied wordt dan Forum genoemd.

### In de 21e eeuw
De gemeente Den Haag heeft een ontwikkelingsplan in de markt gezet met de naam Spuikwartier. Het gebied wordt begrensd door het Spui, Turfmarkt, Turfhaven en de Schedeldoekshaven. De kern van het plan vormt cultuurcentrum Amare met ernaast drie eveneens te bouwen torens. Het geheel wordt door de bouwcombinatie Cadanz (Boele & van Eesteren / Visser & Smit Bouw) gerealiseerd. Deze drie torens rondom het cultuurcentrum zullen een hotel, commercie en woningen omvatten en worden samen Sonate worden genoemd.  Aan de kant van de Schedeldoekshaven komt een nieuw 'stadsbalkon' dat aansluit op dat van het Mercure-hotel aan het Spuiplein. Toren A (Adagio) bestaat uit een hoge plint met horeca, een fietsenberging en techniekruimten, daarboven 1 laag fietsparkeren met daarboven huurwoningen voor de markt. Met een hoogte van 90 meter zorgt deze toren voor aansluiting bij de torens richting het Centraal Station. Toren B (Bolero) bestaat uit 192 huurwoningen voor de markt en commerciële ruimten, waarbij onder het stadsbalkon techniek en een fietsenberging worden gepland. Toren C (Cantate) wordt later uitwerkt en zal een hotel of woningen bevatten. Torens B en C worden met het cultuurcentrum verbonden door het stadsbalkon.

#### Oplevering
De oplevering van het cultuurcentrum is voorzien in september 2021. Torens A en B moeten in hetzelfde jaar klaar zijn waarna met de bouw van toren C wordt begonnen. De omgevingsvergunning van toren A en B is begin 2018 aangevraagd, maar was door rechtzaken pas in oktober 2019 onherroepelijk. Na opelevering van toren A, B en C lijkt de ontwikkeling van plan Spuikwartier en daarmee het hele Wijnhavenkwartier afgerond, maar er is een kans dat op de plek van het blauwe hotel het publieksgebouw van de Koninklijke Bibliotheek komt.